# Colette Deréal
Colette Deréal, ook bekend als Colette Denise de Glarélial (22 september 1927 - 12 april 1988) was een Franse actrice en zangeres.

## Eurovisiesongfestival 1961
In 1961 nam Deréal namens Monaco deel aan het Eurovisiesongfestival 1961, met het nummer "Allons, allons les enfants" (Ga, ga kinderen). Deréal werd uiteindelijk gedeeld 10de samen met de Finse en de Nederlandse bijdrage. Alle drie ontvingen ze 6 punten.
1959: Jacques Pills · 
1960: François Deguelt · 
1961: Colette Deréal · 
1962: François Deguelt · 
1963: Françoise Hardy · 
1964: Romuald · 
1965: Marjorie Noël · 
1966: Tereza · 
1967: Minouche Barelli · 
1968: Line & Willy · 
1969: Jean-Jacques · 
1970: Dominique Dussault · 
1971: Séverine · 
1972: Anne-Marie Godart & Peter McLane · 
1973: Marie · 
1974: Romuald · 
1975: Sophie · 
1976: Mary Christy · 
1977: Michèle Torr · 
1978: Caline & Olivier Toussaint · 
1979: Laurent Vaguener · 
2004: Märyon · 
2005: Lise Darly · 
2006: Séverine Ferrer
- Bibliothèque nationale de France: cb14820337p (data)
- Gemeinsame Normdatei: 1246221004
- International Standard Name Identifier: 0000 0000 5472 1154
- Library of Congress Control Number: no2008002782
- MusicBrainz: 29a92056-ac3a-426c-93b3-a08f33a54d43
- SNAC: w6s4819t
- Système universitaire de documentation: 220614962
- Virtual International Authority File: 64272538